# Henley (Nouvelle-Zélande)
Pour les articles homonymes, voir Henley.
Henley est une petite localité de la région de la Plaine de Taieri (en) dans la région d'Otago, située dans l’Île du Sud de la Nouvelle-Zélande.

## Situation
La ville siège tout près de la confluence du fleuve Taieri et de la rivière Waipori à l’extrémité est de la plaine et au pied d’une chaîne  de collines côtières basses.
Henley est situé pratiquement à l’extrémité sud-ouest de la Cité de Dunedin, à 35 km du centre-ville et tout près du lac Waihola (en), un des centres principaux sites d’entraînement d’aviron du pays.

## Toponymie
Elle a probablement été dénommée d’après le nom du centre d’aviron de Henley-on-Thames en Angleterre.
Le nom original en langue Māori pour la ville de Henley est ‘Maitapapa’.

## Population
La population de Henley était d’environ 250 habitants lors du recensement de 2006 en Nouvelle-Zélande .

## Installations
L’église de Henley est une église presbytérienne et Brethren un lieu de culte piétiste-anabaptiste.

## Activité économique
La principale industrie y est l’élevage laitier.
La ville de Henley avait une entreprise de fabrication de fromage, mais qui a été déplacée dans la ville proche de Momona.Celle-ci a été ensuite rachetée par la compagnie, qui est devenue la "Mainland Cheese".

## Inondations
Le centre de la ville de Henley est souvent inondé par le fleuve Taieri.
La State Highway 1 est construite au sommet de la rive, qui divise la zone la plus importante de Henley.
En juin 1980, la région sud de Taieri a subi des inondations sévères avec de l’eau de part et d’autre de la route nationale et qui s’est étendue jusqu’à l’aéroport de Dunedin.
Les facteurs, qui ont contribué à cela étaient la réplétion préexistante des espaces humides en amont au niveau du lac Waihola par les rivières Taieri et Waipori, qui toutes les deux drainent ce secteur.
Des quantités importantes d’eau provenant du barrage du  lac Mahinerangi (en) durent aussi être libérées à cette époque.
Ceci entraîna une pression significative sur les berges de la rivière causant l’apparition de brèches.